# A Família Dionti
A Família Dionti é um filme brasileiro de 2017, do gênero drama, dirigido e roteirizado por Alan Minas.  Foi premiado como Melhor Filme no Festival de Cinema de Brasília. 

## Sinopse
O garoto Kelton (Murilo Quirino) mora no interior de Minas Gerais, junto do irmão e do pai. Eles trabalham no canavial, e fazem pequenos bicos na feira.

## Elenco[2]
- Antônio Edson ...José Dionti
- Murilo Quirino ...Kelton Dionti
- Bernardo Lucindo ...Serino Dionti
- Anna Luiza Marques ...Sofia
- Gero Camilo ...Dr. Waldomiro Carls
- Neila Tavares ...Doroteia
- Bia Bedran ...Poesina
- Fernando Bohrer ...Avô Abelardo
- Júlia Bonzi ..Tia Girasônia